# Binondo
Binondo is een van de districten van de Filipijnse hoofdstad Manilla. Binondo wordt al sinds het einde van de 16e eeuw bewoond door Chinese Filipino's en is tegenwoordig de Chinatown van Manilla. Het district ligt vlak bij Intramuros, het historische deel van de stad, aan de andere zijde van de Pasig. Bij de laatste census in 2010 telde het district 12.985 inwoners verspreid over 10 barangays op een oppervlakte van 0,66 km². De bevolkingsdichtheid was daarmee 19.674 personen per km².